# Willemijn Lodewijkx
Willemijn Lodewijkx-Verbrugge is een personage uit de Nederlandse tv-serie Gooische Vrouwen. De rol werd van 2005 tot en met 2007 vertolkt door Annet Malherbe. Na het derde seizoen gaf ze aan te stoppen met de rol: ze was klaar met de rol en wilde zich weer meer op toneel te richten.

## Personage
Willemijn is een huisvrouw, die eigenlijk te lief is voor iedereen. Ze is getrouwd met Evert Lodewijkx, maar het is een afstandelijke en seksloze relatie. Willemijn is gefrustreerd over de situatie en eet daardoor te veel. Het stel heeft drie kinderen: Roderick, Louise en Annabel.
Toen Cheryl Morero in de buurt kwam wonen, was Willemijn de eerste die haar welkom heette. Samen met Anouk Verschuur en Claire van Kampen vormen ze een vriendinnengroep. Haar keuken is vaak een toevluchtsoord voor de vier vriendinnen waar ze hun hart kunnen luchten.
Op het einde van seizoen drie treden Evert en Willemijn opnieuw met elkaar in het huwelijk. Op de feestdag zelf krijgt Willemijn een pakje toegestuurd en in het bijzijn van haar vriendinnen maakt ze het open. Een explosie volgt. In seizoen vier wordt duidelijk dat Willemijn deze bomaanslag door kindermeisje Tippiwan niet heeft overleefd.
Haar echtgenoot zal in de tweede film van Gooische Vrouwen met Roelien Grootheeze trouwen, maar hij stikt in zijn eten na de bruiloft en overlijdt.

## Seizoen 1
In Seizoen 1 ontmoet Willemijn haar nieuwe buurvrouw Cheryl Morero. Willemijn helpt gelijk om het housewarming-feestje van de Morero's goed te laten verlopen. Ze raakt samen met Anouk Verschuur en Claire bevriend met deze nieuwe buurvrouw. Ondertussen gaat het in het liefdesleven van Willemijn minder goed. Ze komt erachter dat Evert het alleen nog met zichzelf doet, terwijl ze het samen al maanden niet meer hebben gedaan. Ze probeert van alles om weer dichter bij haar man te komen, maar hij houdt de boot af. Ze denkt zelfs dat Anouk iets met hem heeft. Ze zorgt er daardoor bijna voor dat Anouk van een balkon valt door toedoen van een voodoo-poppetje. Het loopt gelukkig met een sisser af. Op een dag komt Evert thuis en meldt aan Willemijn dat hij wil scheiden. Willemijn is geschokt en schopt hem gelijk het huis uit. Ze raakt daarna nog met hem in gevecht en verkoopt zijn kleren op een veiling.

## Seizoen 2
Willemijn en Evert zijn gescheiden, maar Willemijn kan hem niet vergeten. Ze probeert van alles om hem te vergeten maar het lukt haar niet. Dan krijgt Evert een nieuwe vriendin: Diana van der Kieft. Ze gaan samen in het tuinhuis in de tuin van Willemijn wonen. Het gaat uiteindelijk uit, wat voor Willemijn niet zo erg is.
Claire is een zwembad in geslagen en Willemijn belooft aan haar, terwijl Claire in coma ligt, dat ze haar financieel zal steunen als het nodig is. Claire maakt hier gebruik van als ze uit coma is en zegt dat het voor Merel van Kampen is bedoeld. Willemijn komt erachter dat dit niet zo is en verbreekt de vriendschap. Claire betaalt alles met rente terug waardoor het toch weer goed komt.

## Seizoen 3
De vier vriendinnen organiseren een veiling voor het goede doel: Thaise weeskinderen. Willemijn regelt bijna alles, maar wordt uiteindelijk niet bedankt door Cheryl voor haar hulp. Ondertussen denkt ze dat Claire wat met Evert is begonnen, terwijl dit niet waar is, en is ze boos op Anouk omdat die met haar naar een wijnproeverij zou gaan, maar uiteindelijk afhaakt. Willemijn gaat alleen en drinkt zich helemaal lam. Dokter Rossi moet uiteindelijk haar vriendinnen bellen. Die komen meteen maar worden door Willemijn geslagen en uitgescholden. De volgende dag is Willemijn vol spijt en maakt het ze het weer goed met de meiden.
Willemijn wordt actief op een datingsite en ontmoet een man. Ze maakt een afspraak met hem op een duivenschieterij. Daar aangekomen blijkt Evert haar mystery guest te zijn. Ze twijfelen eerst, maar gaan samen duiven schieten. Ze krijgen het gezellig en zoenen heel wat af. Ze beginnen weer wat samen, zonder dat de kinderen het weten. Maar dan vraagt Evert haar ten huwelijk. Willemijn twijfelt eerst, maar doet het toch. Evert en Willemijn trouwen weer en niks kan haar geluk nog in de weg staan. Ze vertelt haar vriendinnen dat ze ontzettend veel van hen houdt en ze maken dan samen een pakje open dat voor hen alle vier is bestemd. Er zit een soort klokje in dat langzaam aftikt...

## Seizoen 4
Het klokje bleek een bom te zijn, gemaakt door Tippiwan, die wraak op de vier dames wilde. Willemijn is bij deze aanslag omgekomen en wordt in de eerste aflevering van seizoen 4 uitgestrooid door haar gezin en beste vrienden.